# Panagia Tinou
Die Panagia Tinou war eine zuletzt von der der griechischen Ventouris Sea Lines eingesetzte Fähre, die 1972 als Hengist für die britische Sealink British Rail in Dienst gestellt wurde. Das Schiff lag seit Herbst 2014 ausgemustert im Hafen von Piräus, wo es am 26. April 2016 nach Wassereinbruch mit Schlagseite auf Grund lag. 2017 folgte die Bergung und der Abbruch im türkischen Aliağa.

## Geschichte

### Dienstzeit alsHengist
Die Hengist wurde unter der Baunummer CF1 bei Arsenal de la Marine National Francaise in Brest gebaut und am 29. Juni 1972 vom Stapel gelassen. Die Übergabe an Sealink British Rail erfolgte am 6. Juni. Nach einer dreistündigen Testfahrt am 7. Juni 1972 und der Überführungsfahrt nach Dover am 9. Juni wurde das Schiff am 16. Juni auf der Strecke von Folkestone nach Boulogne-sur-Mer in Dienst gestellt. Die Hengist lief im Laufe ihrer Dienstzeit für Sealink British Rail jedoch auch die Häfen von Calais, Oostende, Dover, Fishguard und Rosslare an.
Am 10. Januar 1980 kollidierte die Hengist vor Calais mit dem Autotransporter Canabal, wodurch beide Schiffe leicht beschädigt wurden. Im April 1983 fiel die Fähre zudem wegen eines kleinen Maschinenraumbrandes kurzzeitig aus. Ein schwererer Vorfall ereignete sich am 24. April 1987, als die Hengist während eines Wendemanövers im Hafen von Boulogne-sur-Mer mit einem französischen Fischtrawler kollidierte, auf dem drei Besatzungsmitglieder ums Leben kamen. Wenige Monate später geriet das Schiff erneut in die Schlagzeilen, als es während eines Sturms an die Küste von Folkestone getrieben wurde und dort auf Grund lief. Das Schiff wurde dabei stark beschädigt und konnte erst im Januar 1988 wieder in Dienst gestellt werden.
1985 wurde die Hengist modernisiert und leicht umgebaut, unter anderem entfernte man die Anlegebrücke am Heck des Schiffes. Weitere Modernisierungen fanden 1986 bei Swan Hunter in Wallsend sowie 1989 in Bremerhaven statt. 
Im April 1990 kaufte die Stena Line die Hengist und setzte sie ab Januar 1991 unter dem neuen Namen Stena Hengist auf ihrer alten Strecke von Folkestone nach Boulogne-sur-Mer ein. Nach einem kurzen Einsatz auf den Strecken von Holyhead nach Dun Laoghaire und Stranraer nach Larne wurde das Schiff erneut verkauft.

### Dienstzeit in Griechenland

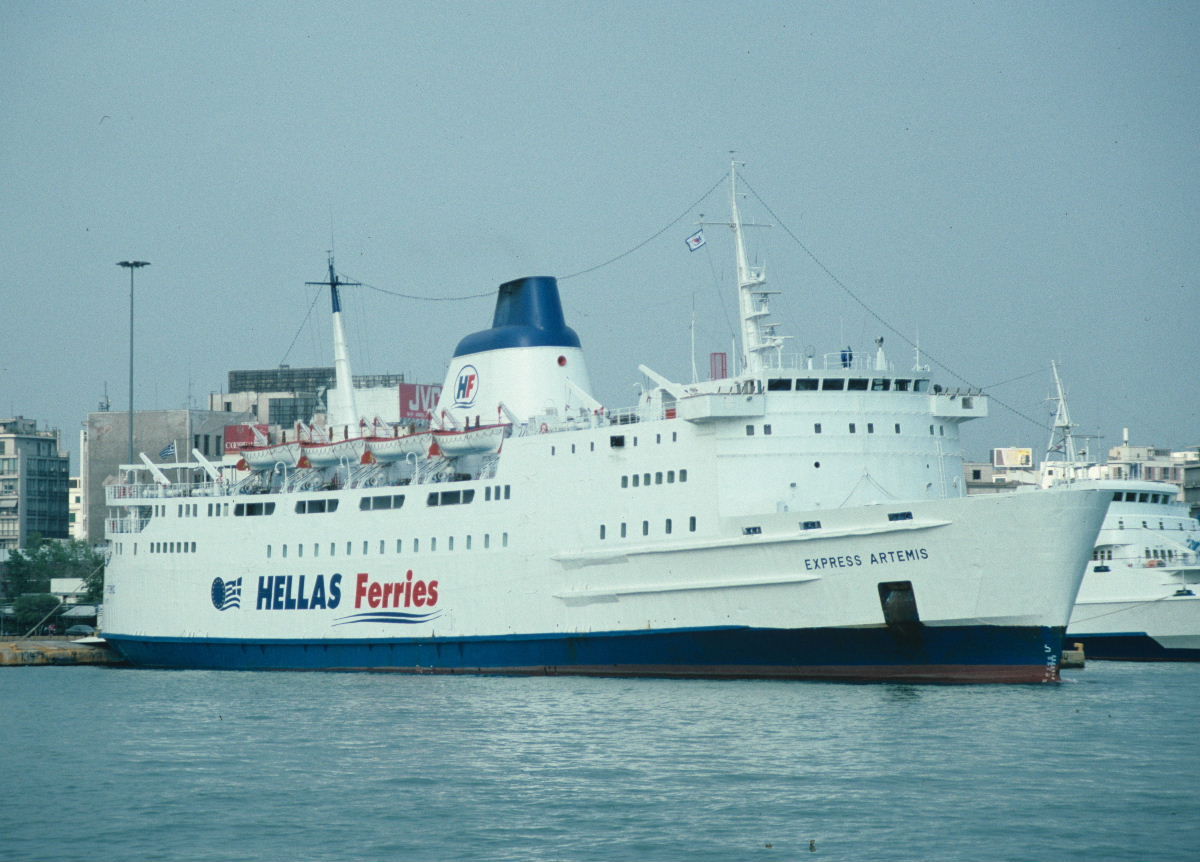
Als Express Artemis in Piräus, 2000

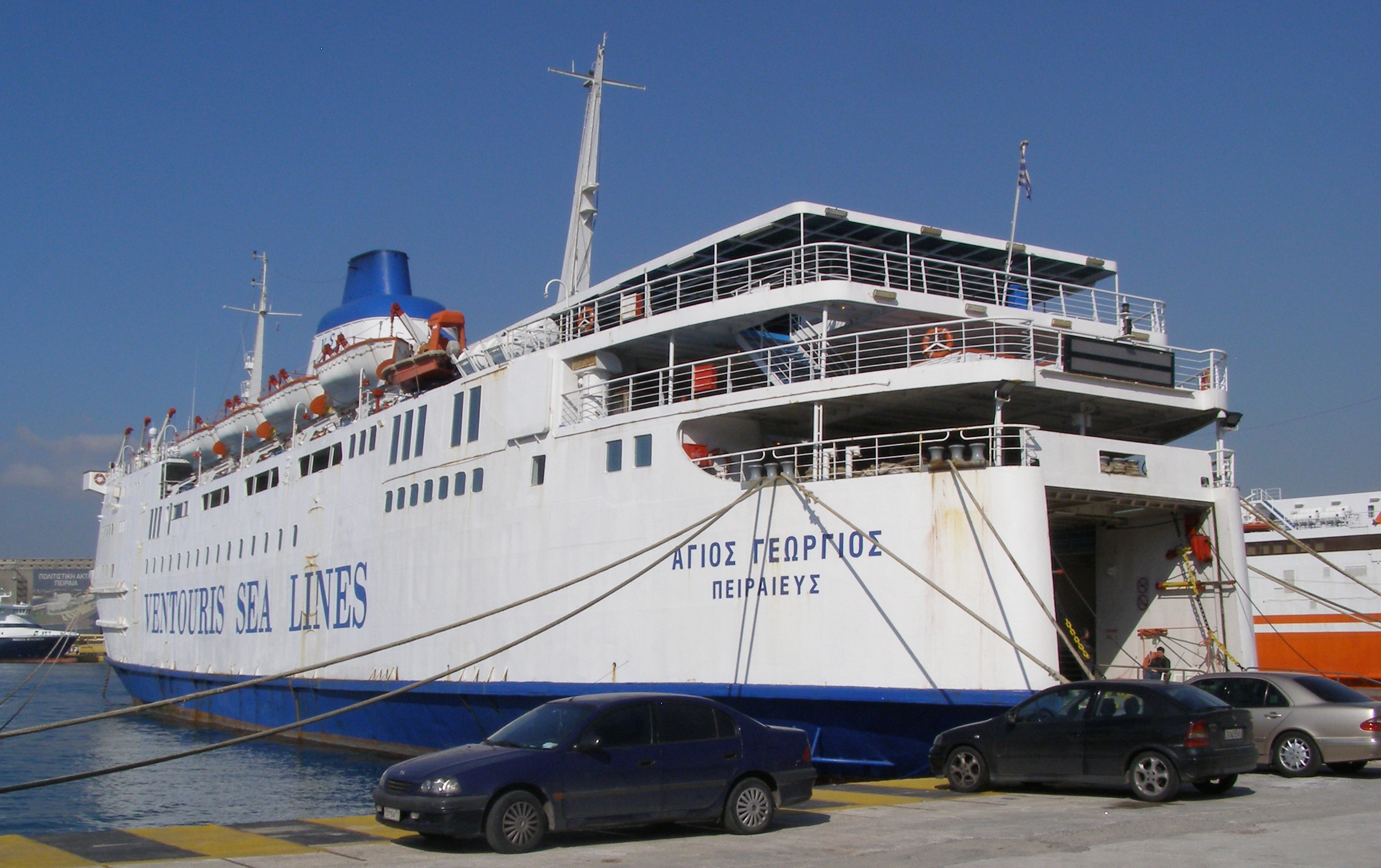
Als Agios Georgios in Piräus, März 2013

Neuer Eigner der Stena Hengist wurde im März 1992 die griechische Reederei GA Ferries. Neuer Heimathafen des nun in Romilda umbenannten Schiffes wurde Piräus, von wo aus es auf verschiedenen Routen im Einsatz war. Im April 1993 wechselte es als Apollo Express 2 zur Ventouris Sea Lines, musste jedoch im Oktober 1995 wegen finanzieller Schwierigkeiten der Reederei aufgelegt werden. 
Im Oktober ging die Apollo Express 2 an die Agapitos Lines, die sie als Panagia Ekatontapiliani auf der Strecke von Piräus über Paros, Naxos und Ios nach Santorin einsetzte. Zwischen 1999 und 2001 war das Schiff als Express Artemis in Fahrt, ehe es wieder in Panagia Ekatontapiliani umbenannt wurde.
Im Februar 2004 kaufte der frühere Eigner Ventouris Sea Lines das Schiff zurück und benannte es in Agios Georgios um. Bis 2005 blieb die Agios Georgios auf der Route nach Santorin, die sie bereits für die Agapitos Lines befuhr. Anschließend wurde das Schiff für die nächsten sechs Jahre über Kythnos nach Serifos, Sifnos, Kimolos und Milos eingesetzt.
Am 3. August 2011 wurde die Agios Georgios in Drapetsona aufgelegt, nachdem mehrere Sicherheitsmängel festgestellt wurden und sie dadurch ihre Betriebserlaubnis als Passagierschiff verlor. Im September konnte sie wieder in Dienst gestellt werden. 
Im Herbst 2014 wurde die Agios Georgios wegen nicht bezahlter Löhne der Besatzung festgesetzt und später aufgelegt. Im Januar 2015 wurde das Schiff in Panagia Tinou umbenannt und nach Piräus geschleppt. Neuer Eigner war nun Panagia Odigitria Shipping. Eine erneute Indienststellung wurde wegen finanzieller Schwierigkeiten des Betreibers jedoch nicht realisiert.

### Wassereinbruch in Piräus
Am Morgen des 26. April 2016 bekam die Panagia Tinou nach Wassereinbruch zunehmend Schlagseite und verblieb in dieser Position, ohne jedoch komplett zu sinken. Die in der näheren Umgebung des Schiffes vor Anker liegenden Fähren mussten am Unglückstag aus Sicherheitsgründen zu anderen Liegeplätzen ausweichen.
Am 23. Januar 2017 begannen die Bergungsarbeiten am Wrack der Panagia Tinou. Die Arbeiten wurden von der griechischen Antipollution SA durchgeführt. Anfang Februar 2017 konnte die Panagia Tinou wieder aufgerichtet werden. Am 23. März 2017 traf Schiff im Schlepp in Aliağa zum Abbruch ein.

## Schwesterschiffe
Die Panagia Tinou hatte mit der Horsa und der Senlac zwei ebenfalls 1972 in Dienst gestellte Schwesterschiffe. Während die Senlac 2010 als Apollon in Aliağa abgewrackt wurde, blieb die Horsa noch bis 2013 als Penelope A in Fahrt und liegt seitdem vor Eleusis auf.